# Dryopteris anthracinisquama
Dryopteris anthracinisquama är en träjonväxtart som beskrevs av Miyam. Dryopteris anthracinisquama ingår i släktet Dryopteris och familjen Dryopteridaceae. Inga underarter finns listade.